# نهائي كأس الكؤوس الأوروبية 1972
نهائي كأس الكؤوس الأوروبية 1972 هي المباراة النهائية من منافسة كأس الكؤوس الأوروبية 1971–72، أقيمت المباراة في 24 مايو 1972، في كامب نو، بين فريقي نادي رينجرز، ودينامو موسكو، وفاز فيها نادي رينجرز، بعد أن هزم دينامو موسكو، بنتيجة 3 - 2، وكان حكم المباراة خوسيه ماريا مينديبل، وحضر المباراة 24701 شخصاً.

## تفاصيل المباراة
لعبت المباراة النهائية في 24 مايو 1972.
| نادي رينجرز | 3 -2 | دينامو موسكو |
| ----------- | ---- | ------------ |
|             |      |              |